# Странична проходна съгласна
Страничните проходни съгласни са група съгласни звукове, които се учленяват като въздухът се прокарва през тесния процеп, създаден между страничната част на езика, поставена срещу задния ред зъби.
Двата основни странични проходи съгласни звукове, разпознавани от Международната фонетична азбука са:
- беззвучна венечна странична проходна съгласна [ɬ]
- звучна венечна странична проходна съгласна [ɮ]